# Phil Hughes (Baseballspieler)
Philip Joseph „Phil“ Hughes, Spitzname Peej, (* 24. Juni 1986 in Mission Viejo, Kalifornien) ist ein ehemaliger US-amerikanischer Baseballspieler in der Major League Baseball (MLB) auf der Position des Pitchers. 2009 gewann er mir den New York Yankees die World Series. 2010 wurde er in das All-Star-Team der American League gewählt.

## Biografie

### High School
Hughes besuchte die Foothill High School in Santa Ana, Kalifornien. Im dortigen Baseball-Team gelang ihm ein Perfect Game; außerdem war er der erste All-American-Pitcher seines Teams. 2003 erzielte er 12 Siege, erlitt keine Niederlage und hatte einen ERA von 0.78. In seinem letzten High-School-Jahr 2004 besserte sich sein ERA auf 0.69 bei 9 Siegen und einer Niederlage.
2004 wurde Hughes von den New York Yankees in der ersten Runde des MLB Drafts gewählt (23. gewählter Spieler überhaupt).

### Minor Leagues
2005 spielte Hughes in den Minor Leagues im Farmsystem der Yankees (Charleston RiverDogs und Tampa Yankees). Nachdem er neun Siege bei zwei Niederlagen, einen ERA von 1.24 und 93 Strikeouts in 85⅓ Innings erzielt hatte, erhielt er von den Yankees eine Einladung zum Spring Training 2006, kehrte aber anschließend zu den Tampa Yankees zurück. Im Verlauf der Saison wechselte er zum Double-A-Team Trenton Thunder. Aufgrund seiner Leistungen bewertete die Zeitschrift Baseball America Hughes als aussichtsreichsten Spieler der Yankees in den Minor Leagues. Nach einer erneuten Teilnahme am Spring Training der Yankees begann Hughes die Saison 2007 beim Triple-A-Team Scranton/Wilkes-Barre Yankees. In der Liste der Top 100 aussichtsreichsten Spieler der Zeitschrift Baseball America belegte Hughes 2007 den vierten Platz.

### Major League

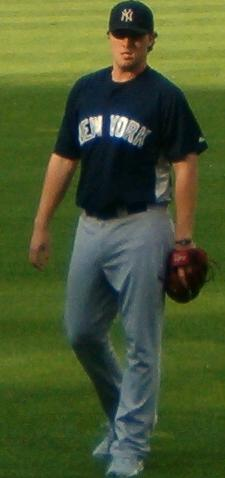
Phil Hughes vor einem Spiel gegen die Chicago White Sox

Am 26. April 2007 gab Hughes als zweitjüngster Spieler der American League sein Debüt gegen die Toronto Blue Jays. In 4⅓ Innings erlaubte er vier Runs bei sieben Hits und kassierte die erste Niederlage in der MLB. Bei seinem zweiten Start gegen die Texas Rangers gelang ihm hingegen für 6⅓ Innings ein No-Hitter, bevor er wegen einer Verletzung den Mound verlassen musste. In der Postseason 2007 kam Hughs in Spiel zwei und drei der American League Division Series gegen die Cleveland Indians als Ersatzpitcher zum Einsatz.
Hughes begann die Saison 2008 zwar bei den Yankees, wurde aber nach einer Verletzung zu den Scranton/Wilkes-Barre Yankees zurückgeschickt. Er kehrte erst im September 2008 zu den Yankees zurück und startete noch in zwei Spielen, die er beide gewinnen konnte.
Trotz der zum Saisonende gezeigten guten Leistungen wurde Hughes erneut zum Triple-A-Team zurückgeschickt und begann dort die Saison 2009. Ende April wurde er nach einer Verletzung von Chien-Ming Wang wieder ins Team der Yankees berufen. Bis Anfang Juni durfte Hughes in sieben Spielen als Starting Pitcher antreten; davon konnte er drei Spiele gewinnen, zwei verlor er. In einem Spiel gegen die Texas Rangers warf er acht Innings, ohne einen Run zuzulassen. Nach der Rückkehr Wangs von der Verletztenliste wurde Hughes in den Bullpen geschickt und kam für den Rest der regulären Saison sowie in den Play-offs und der World Series 2009 als Ersatzpitcher zum Einsatz.
Nach Abschluss des Spring Trainings wurde Hughes für die Saison 2010 als fünfter Starting Pitcher der Yankees nominiert. Mit fünf Siegen in Folge legte er einen starken Start hin und hielt einen No-Hitter gegen die Oakland Athletics bis ins achte Inning. In diesem Spiel gelang ihm mit 10 Strikeouts eine Karrierebestleistung. Nachdem er ein Spiel gegen die New York Mets verloren hatte, startete er eine zweite Serie von fünf gewonnenen Spielen in Folge. Anfang Juli wurde er in das All-Star-Team der American League berufen. Mit 18 Wins in der regulären Saison lag er auf Platz vier der American League. In der Postseason kam er sowohl in der ALDS als auch der ALCS als Starting Pitcher zum Einsatz.